# Claude Picher (peintre)
Pour les articles homonymes, voir Claude Picher et Picher.
Claude Picher, né le 30 mai 1927 à Québec et mort en 1998, à l'âge de 71 ans, à Saint-Léandre, près de Matane, est un peintre québécois.

## Biographie
Il fait ses études à l'École des beaux-arts de Québec (1945-1946). Gagnant d'une bourse du gouvernement français (1948-1949), il s'inscrit à l'École du Louvre et continue ses études à l'École nationale supérieure des beaux-arts de Paris.
Il a été directeur des expositions au Musée national des beaux-arts du Québec, fondateur de la Société des arts plastiques du Québec, représentant du Musée des beaux-arts du Canada, directeur du musée du Québec et professeur au Cégep de Matane.

## Distinctions
- 1956 : Prix Jessie-Dow de la meilleure peinture à l'huile pour l'œuvre L'Hiver lors du 73e Salon du Printemps du Musée des beaux-arts de Montréal[3]

## Hommages
La rue Claude-Picher a été nommée en son honneur dans l'ancienne ville de Sainte-Foy  maintenant fusionnée avec la ville de Québec

## Œuvres
- Apothéose de Gaspé, non daté, Musée de la Gaspésie
- Autoportrait de Claude Picher à onze ans, 1938, Musée de la civilisation, collection du Séminaire de Québec[4]
- Le soleil se couche sur les arbres rouges, vers 1946, Musée national des beaux-arts du Québec
- Tourmente, 1946, Musée national des beaux-arts du Québec
- Les Conquérants, 1947, Musée national des beaux-arts du Québec[5]
- Portrait de femme, 1947, Musée national des beaux-arts du Québec
- Femme assise, 1951, Musée national des beaux-arts du Québec
- Le Marché, 1955, Musée national des beaux-arts du Québec
- Lauzon, 1957, Musée national des beaux-arts du Québec
- La Nuit sur la butte, 1959, Musée national des beaux-arts du Québec[6]
- Nuit dans la forêt, 1960, Musée de la civilisation, collection du Séminaire de Québec
- Cap Gaspé, Forillon, 1993, Musée de la Gaspésie
- L'enfant et l'automne, 1981, collection privée